# المسار السعيد (برمجة)
في سياق نمذجة البرمجيات أو المعلومات، يُشير "المسار السعيد" (أو "التدفق السعيد" أحيانًا) إلى سيناريو افتراضي حيث تسير الأمور كما هو متوقع دون أي حالات استثنائية أو أخطاء. على سبيل المثال، في وظيفة تهدف إلى التحقق من صحة أرقام بطاقات الائتمان، يُعتبر المسار السعيد هو الحالة التي يتم فيها التحقق من جميع القواعد دون وجود أي أخطاء، مما يتيح إكمال العملية بنجاح وتقديم استجابة إيجابية.
تُستخدم خطوات العملية لتحقيق المسار السعيد أيضًا في سياق حالات الاستخدام. وعلى عكس المسار السعيد، يمكن توثيق خطوات العملية لتشمل تدفقات بديلة وتدفقات استثنائية. هذه التدفقات الإضافية توضح كيفية التعامل مع الحالات غير المتوقعة أو الأخطاء، مما يضمن تغطية شاملة لجميع السيناريوهات الممكنة أثناء تنفيذ الوظائف.
اختبار المسار السعيد هو نوع من حالات الاختبار المحددة بدقة، حيث يتم استخدام مدخلات معروفة تؤدي إلى تنفيذ العملية بدون أي استثناءات، مما ينتج عنه نتائج متوقعة. رغم أن اختبار المسار السعيد يمكن أن يُظهر أن النظام يلبي المتطلبات الوظيفية المحددة، إلا أنه لا يضمن التعامل الجيد مع ظروف الخطأ أو يساعد في اكتشاف الأخطاء الخفية. لذلك، من الضروري أيضًا إجراء اختبارات تشمل السيناريوهات الاستثنائية والتدفقات البديلة لضمان موثوقية النظام بشكل شامل.
يُعتبر "سيناريو يوم سعيد" (أو "يوم مشمس") و"الطريق الذهبي" مرادفين لمفهوم "الخطط السعيدة". يشير كلاهما إلى الحالات المثالية التي تسير فيها الأمور بسلاسة ودون أي عقبات، مما يؤدي إلى نتائج إيجابية. هذه المفاهيم تُستخدم عادة في مجالات نمذجة البرمجيات واختبار الأنظمة لوصف السيناريوهات التي لا تواجه مشاكل أو استثناءات.
في تحليل حالات الاستخدام، يوجد مسار سعيد واحد فقط، ولكنه يمكن أن يتضمن عدة سيناريوهات بديلة تعتبر جميعها نتائج اختيارية صالحة. عندما تكون هناك بدائل قابلة للتطبيق، يتم تحديد المسار السعيد على أنه البديل الافتراضي أو الأكثر احتمالية لتحقيق نتائج إيجابية. كما يمكن أن يكشف التحليل عن مسار استثنائي واحد أو أكثر، حيث يتم اتخاذ هذا المسار نتيجة لحدوث خطأ. عادةً ما تُنموذج حالات الاستخدام والتفاعلات الناتجة باستخدام لغات رسومية مثل لغة النمذجة الموحدة (UML) أو SysML.

## مسار غير سعيد
لا يوجد اسم متفق عليه لعكس "الطرق السعيدة"، حيث يمكن أن تُعرف هذه الطرق بأنها "طرق حزينة" أو "طرق سيئة" أو "طرق استثنائية". أصبح مصطلح "الطريق غير السعيد" شائعًا، حيث يعبر عن العكس الكامل للطريق السعيد مع الاحتفاظ بنفس السياق. عادةً ما لا يوجد "طريق غير سعيد" إضافي، مما يجعل هذا المصطلح غير ذي معنى، حيث أن الطريق السعيد يحقق النهاية المرجوة، بينما ينتهي "الطريق غير السعيد" في وقت مبكر، دون الوصول إلى النتيجة المرغوبة. وعلى عكس المسار السعيد الوحيد، هناك العديد من الطرق التي يمكن أن تسير الأمور بشكل خاطئ، مما يعني أنه لا يوجد معيار واحد لتحديد "مسار غير سعيد".